# Institutul de cercetare în epidemiologie și microbiologie „N. F. Gamaleia”
Institutul de cercetare în epidemiologie și microbiologie „N. F. Gamaleia” (în rusă Национальный исследовательский центр эпидемиологии и микробиологии имени почётного академика Н. Ф. Гамалеи – Naționalnîi issledovatelski țentr epidemiologhii i mikrobiologhii imeni pociotnogo akademika N. F. Gamalei) este un institut de cercetare medicală din Rusia, cu sediul la Moscova. Este subordonat Ministerului Sănătății al Federației Ruse.
Institutul, fondat în 1891 de Filipp Markovici Blumenthal, este numit (din 1949) în memoria omului de știință ucrainean, rus și sovietic Nikolai Fiodorovici Gamaleia (1859-1949), pionier în microbiologie și cercetarea vaccinurilor.
În 2020, în colaborare cu Institutul central de cercetare nr. 48 al Ministerului Apărării și Institutul Vector al Rospotrebnadzor, Institutul Gamaleia a dezvoltat un vaccin împotriva SARS-CoV-2, numit „Sputnik V⁠(d)”.

## Istorie
Instituția a fost înființată de medicul-bacteriolog Filipp Markovici Blumenthal în 1891, pe atunci fiind un laborator privat orientat spre bacteriologie și microscopie chimică. Ulterior, a devenit Institutul Blumenthal de Bacteriologie și Chimie. A fost naționalizat în 1919.

## Cercetare

### Ebola
În mai 2017, Institutul a anunțat că va livra în Guineea 1.000 de doze de GamEvac-Combi, candidatul său la vaccin împotriva Ebola. Potrivit unui raport al agenției de știri Xinhua, vaccinul era considerat aprobat împotriva Ebola. GamEvac-Combi, însă, fusese autorizat numai în Rusia și, către noiembrie 2019, nu deținea o licență multinațională aprobată de Organizația Mondială a Sănătății.

### COVID-19
În mai 2020, Institutul a anunțat că a dezvoltat un candidat la vaccin anti-COVID-19. Proiectul a fost finanțat de Fondul suveran de investiții din Rusia. Faza I de testare s-a încheiat la 18 iunie 2020, iar faza II a fost raportată ca fiind finalizată în iulie 2020. La 11 august 2020, a fost făcut anunțul că noul vaccin se numește Gam-COVID-Vac⁠(d).
Rezultatele fazei III de testare au fost publicate în revista medicinală „The Lancet” la 2 februarie 2021. Aceasta a implicat 21.977 de participanți din Moscova, și a demonstrat o eficacitate de 91,6% a vaccinului.